# فصل پانزدهم منشور ملل متحد
فصل پانزدهم منشور ملل متحد به دبیرخانه سازمان ملل می‌پردازد. دبیرکل سازمان ملل متحد را به عنوان مدیر ارشد اداری این سازمان تعیین می‌کند که شامل کارکنان ECOSOC، شورای قیمومیت و سایر ارگان‌ها می‌شود. فصل پانزدهم مشابه ماده ۶ میثاق جامعه ملل است.
مشابه آنطور که قانون اساسی ایالات متحده، رئیس‌جمهور ایالات متحده را ملزم به ایراد سخنرانی وضعیت اتحاد به کنگره ایالات متحده می‌کند. ماده ۹۸ منشور ملل متحد، دبیرکل را ملزم می‌کند که «گزارش سالانه ای را در مورد کار سازمان به مجمع عمومی ارائه کند».

## ماده ۹۹
اصل ۹۹ به دبیرکل این اختیار را می‌دهد که «توجه شورای امنیت را به هر موضوعی را که به نظر او ممکن است حفظ صلح و امنیت بین‌المللی را تهدید کند جلب کند». این اصل به ندرت مورد استناد قرار می‌گیرد. برخی از مواردی که به آن استناد شده‌است عبارتند از:
- ۱۹۶۰: توسط داگ هامرشلد در رابطه با بحران کنگو مورد استناد قرار گرفت که منجر به اعزام ۲۰۰۰۰ نیروی حافظ صلح سازمان ملل در آنجا شد.[۲][۳][۴]
- ۱۹۷۱: مورد استناد او تانت در رابطه با جنگ آزادیبخش بنگلادش و گسترش احتمالی آن به کل شبه قاره هند.[۵][۳][۴]
- ۱۹۷۹: مورد استناد کورت والدهایم در رابطه با بحران گروگانگیری در ایران پس از انقلاب ایران.[۳][۴]
- ۱۹۸۹: توسط خاویر پرز دو کوئیار در رابطه با جنگ آزادیبخش (۱۹۸۹–۱۹۹۰) در لبنان مورد استناد قرار گرفت که منجر به یک مأموریت حقیقت یاب سازمان ملل شد.[۵][۳][۴]
- ۲۰۲۳: آنتونیو گوترش در طول جنگ اسرائیل و حماس به آن اشاره کرد و دربارهٔ یک " فاجعه انسانی " در غزه هشدار داد و خواستار آتش‌بس شد.[۶][۳][۴]

کوفی عنان در مورد استفاده از ماده ۹۹ ابراز تردید کرد، زیرا می‌تواند باعث شود دبیرکل به جای نقش اداری، نقش سیاسی پیدا کند.